# Cortes (Monção)
Pour les articles homonymes, voir Cortes.
Cortes est une freguesia (paroisse) portugaise située à l'ouest de la ville de Monção le long du fleuve Minho, dans le District de Viana do Castelo.
Cortes est accolé à la ville elle-même et il n'est pas rare que les personnes pensent être encore à Monção alors qu'ils sont en réalité entrés à Cortes.
Cortes fut longtemps rattaché à une autre paroisse appelée Mazedo, qui regroupait des paroisses plus petites comme Cortes.
Les habitants de Cortes ont vécu pendant de nombreuses années de la pêche (alors abondante, surtout pour le saumon et la truite), de l'agriculture et des usines situées dans la région.
Durant l'époque de dictature instaurée par António de Oliveira Salazar, Cortes fut un lieu important de contrebande de café, de riz et d'autres denrées alimentaires, ce qui a contribué fortement à la réputation de contrebandiers des personnes y vivant. Le fleuve Minho faisant office de frontière entre le nord du Portugal et la Galice espagnole.